# Secular Progressive Alliance
Secular Progressive Alliance (tidigare Demokratiska framstegsalliansen) är från 2004 en bred politisk front av dravidiska partier i den indiska delstaten Tamil Nadu. Alliansen omfattar partierna Dravida Munnetra Kazhagam, Kongresspartiet, Marumalarchi Dravida Munnetra Kazhhagam, Communist Party of India och Communist Party of India - Marxist. Alliansens udd är riktad mot BJP och dess allierade. Namnet ändrades 2021.